# طرح التثريب في شرح التقريب
طرح التثريب في شرح التقريب هو كتاب في أحاديث الأحكام الفقهية، شرح فيه الحافظ العراقي كتابه: «تقريب الأسانيد وترتيب المسانيد» الذي جمعه من الموطأ ومسند أحمد والصحيحين والسنن الأربعة وسنن ابن ماجه والمستدرك للحاكم ممن التزم الصحة في أحاديثه وحذف الإسناد واكتفى بذكر الصحابي الذي روى الحديث ورتبه على أبواب الفقه ثم بدأ بشرحه شرحًا حديثيًا وفقهيًا وشرح الحافظ العراقي نصف الكتاب تقريبا ولم يكمله فأتمه ابنه الحافظ ولي الدين أبي زرعة ابن الحافظ العراقي.
قد اختار العراقيّ، طريقة فريدة فيما نعلمه مما صنف في فن شروح الأحكام، حيث عمد في بداية الكتاب إلى ذكر التراجم التي سوف تستعمل في الشرح، والتي لا غناء لقاصد الشروح غالبًا عنها، فقام بترجمة الأعلام من الرجال والنساء؛ من الصحابة والعلماء والمصنفين وغيرهم، مما تدعوا الحاجة طالب العلم إلى معرفتهم، حتى لا يحتاج إلى الخروج عن الشرح قاصدًا غيره من المصنَّفات التي تترجم للأعلام.
وكان مقصده ابتداءً أن يترجم رجال إسناده، ثم رأى أن يضم إليه من ذكر اسمه في بقية الكتاب، لرواية حديث، أو كلام عليه، أو لكونه قد ذكر أثناء حديث، وذلك لعموم الفائدة.
وقد اختار رحمه اللـَّہ، أن يبدأ الشرح بترجمة ابنه ولي الدّين أبي زرعة أحمد، وهذا يعد فيما نعلم سابقة، أن يترجم الوالد للولد، حيث إن الكتاب في الأصل قد ألف له ثم ابتدأ التراجم بترجمة ميسرة لنبينا محمد ﷺ، ثم عرج على بقية التراجم مرتبًا إياها على الألف باء، على طريقة تهذيب الكمال.
بداية يذكر العراقي نص الحديث من نسخة الأحكام الصغرى، أو المختصرة، ثم يقسم الشرح إلى فوائد متتالية، على أن تكون الفائدة الأولى غالبًا في تخريج الحديث من موارده المشهورة.
ثم يذكر بعد ذلك كل ما يستفاد من الحديث من فوائد، وقواعد، وشرائد.
ثم إنه من الملاحظ تحريه الشديد في نسبة الأقوال لأصحابها، وتمييزه لأقوال أئمة المذاهب، مع بُعده عن التعصب.
(هذا الشرح «طرح التثريب» من أنفس ما يقرأه طالب العلم في شرح أحاديث الأحكام، وإن غفل عنه وأهمله كثير من طلاب العلم، صحيح أنه موسع، وقد يمل منه طالب العلم المتوسط، لكنه فيه فوائد وتحريرات لا توجد في غيره، فيستفيد منه طالب العلم فائدة كبيرة، إلا أنه شرح مختلط لا تعرف شرح الوالد من شرح الولد، فالوالد شرح قطعة ثم انتقل إلى قطعة أخرى، وهكذا، في مواضع ليست مرتبة، لكن أكثر الشرح للولد، وكثيرًا ما يقول: قال شيخنا الوالد. وبهذا تعرف أن الشرح للابن).

## نبذة عن المؤلف
الحافظ أبو الفضل زين الدين عبد الرحيم بن الحسين بن عبد الرحمن بن أبي بكر بن إبراهيم، الكردي الرازناني الأصل، المهراني، المصري، الشافعي، (725-80هـ، 1325-1404م).
يقال له: العراقي نسبة إلى العراق لأن أصله كردي من بلدة من أعمال أربيل يقال لها: رازنان، ثم تحول والده لمصر وهو صغير، ونشأ هناك، وتزوج بامرأة صالحة عابدة ولدت له عبد الرحيم بالمنشية بمصر. حفظ القرآن وهو ابن ثمان. واشتغل في بداية طلبه للعلم بالقراءات، وكان من شيوخه فيها ناصر الدين بن سمعون، وتقي الدين الواسطي. ونظر في الفقه وأصوله، فأخذ الفقه عن ابن عدلان، والبلبيسي، والإسنوي ثم أشار عليه العز بن جماعة بالإقبال على علم الحديث، فأخذ بمشورته فطلب على ابن التركماني والعلائي والسبكي وغيرهم. وتتلمذ عليه عدة من المشهورين، منهم ابنه أبو زرعة أحمد، والهيثمي، وابن حجر وغيرهم.
وكان قد اشتغل بالتدريس والإملاء، وجاور الحرمين، وتولى قضاء المدينة وخطابتها وإمامتها، وكان كثير الحياء والعلم والتواضع، وافر المهابة، وكان ينفق معظم وقته إما في تصنيف أو إسماع، وكان كثير الكتب والأجزاء وله محاسن كثيرة.
توفي بالقاهرة بعد أن ترك مصنفات كثيرة منها: ألفيته في مصطلح الحديث وشرحها، وعدة تخاريج منها: تخريج أحاديث إحياء علوم الدين، كتاب في المراسيل، وتقريب الأسانيد وغير ذلك من المصنفات.

## مقدمة الكتاب
...وبعد: فقد أردت أن أجمع لابني أبي زرعة مختصرًا في أحاديث الأحكام, يكون متصل الأسانيد بالأئمة الأعلام فإنه يقبح بطالب الحديث بل بطالب العلم ألا يحفظ بإسناده عدة من الأخبار يستغني بها عن حمل الأسفار في الأسفار, وعن مراجعة الأصول عند المذاكرة والاستحضار, ويتخلص به من الحرج بنقل ما ليست له به رواية, فإنه غير سائغ بإجماع أهل الدراية, ولما رأيت صعوبة حفظ الأسانيد في هذه الأعصار لطولها, وكان قصر أسانيد المتقدمين وسيلة لتسهيلها, رأيت أن أجمع أحاديث عديدة في تراجم محصورة, وتكون تلك التراجم فيما عد من أصح الأسانيد مذكورة, إما مطلقًا على قول من عممه, أو مقيدًا بصحابي تلك الترجمة, ولفظ الحديث الذي أورده في هذا المختصر هو لمن ذكر الإسناد إليه من الموطأ ومسند أحمد, فإن كان الحديث في الصحيحين لم أعزه لأحد, وكان ذلك علامة كونه متفقًا عليه, وإن كان في أحدهما اقتصرت على عزوه إليه, وإن لم تكن في واحد من الصحيحين عزوته إلى من خرجه من أصحاب السنن الأربعة وغيرهم ممن التزم الصحة كابن حبان والحاكم, فإن كان عند من عزوت الحديث إليه زيادة تدل على حكم ذكرتها, وكذلك أذكر زيادات أخر من عند غيره, فإن كانت الزيادة من حديث ذلك الصحابي لم أذكره, بل أقول: ولأبي داود أو غيره كذا.... ورأيت الابتداء بحديث النية مسندًا بسند آخر, لكونه لا يشترك مع ترجمة أحاديث عمر, فقد روينا عن عبد الرحمن بن مهدي, قال: من أراد أن يصنف كتابًا فليبدأ بحديث الأعمال بالنيات.
... (وَبَعْدُ) فَلَمَّا أَكْمَلْت كِتَابِي الْمُسَمَّى بِتَقْرِيبِ الْأَسَانِيدِ وَتَرْتِيبِ الْمَسَانِيدِ وَحَفِظَهُ ابْنِي أَبُو زُرْعَةَ الْمُؤَلَّفُ لَهُ وَطَلَبَ حَمْلَهُ عَنِّي جَمَاعَةٌ مِنْ الطَّلَبَةِ الْحَمَلَةِ، سَأَلَنِي جَمَاعَةٌ مِنْ أَصْحَابِنَا فِي كِتَابَةِ شَرْحٍ لَهُ يُسَهِّلُ مَا عَسَاهُ يَصْعُبُ عَلَى مَوْضُوعِ الْكِتَابِ، وَيَكُونُ مُتَوَسِّطًا بَيْنَ الْإِيجَازِ وَالْإِسْهَابِ، فَتَعَلَّلْتُ بِقُصُورٍ مِنْ الْمُجَاوَرَةِ بِمَكَّةَ عَنْ ذَلِكَ، وَبِقِلَّةِ الْكُتُبِ الْمُعِينَةِ عَلَى مَا هُنَالِكَ، ثُمَّ رَأَيْت أَنَّ الْمُسَارَعَةَ إلَى الْخَيْرِ أَوْلَى وَأَجَلُّ، وَتَلَوْت {فَإِنْ لَمْ يُصِبْهَا وَابِلٌ فَطَلٌّ} [البقرة: 265] ، وَلِمَا ذَكَرْته مِنْ قِصَرِ الزَّمَانِ وَقِلَّةِ الْأَعْوَانِ، سَمَّيْته طَرْحَ التَّثْرِيبِ فِي شَرْحِ التَّقْرِيبِ، فَلْيَبْسُطْ النَّاظِرُ فِيهِ عُذْرًا وَلِيَقْتَنِصْ عَرُوسَ فَوَائِدِهِ عُذْرًا، وَاَللَّهُ الْمَسْئُولُ فِي إكْمَالِهِ وَإِتْمَامِهِ وَحُصُولِ النَّفْعِ بِهِ وَدَوَامِهِ، إنَّهُ عَلَى مَا يَشَاءُ قَدِيرٌ وَبِالْإِجَابَةِ جَدِيرٌ. 

## أقسام ومواضيع الكتاب
| [مقدمةالكتاب]  | [كتاب البيوع]          | [باب اللعان]                         |
| [كتاب الطهارة] | [باب الحوالة]          | [باب الرضاع]                         |
| [كتاب الصلاة]  | [باب الغصب]            | [كتاب الأيمان]                       |
| [كتاب الجنائز] | [باب الإجارة]          | [باب النفقات]                        |
| [كتاب الزكاة]  | [باب إحياء الموات]     | [كتاب الجنايات والقصاص والديات]      |
| [كتاب الصيام]  | [باب الوصية]           | [كتاب الجهاد]                        |
| [كتاب الحج]    | [كتاب الحدود]          | [كتاب العتق والتدبير وصحبة المماليك] |
| [كتاب الأطعمة] | [كتاب الفرائض]         | [كتاب القضاء والدعاوى]               |
| [كتاب الصيد]   | [كتاب النكاح]          | [كتاب الشهادات]                      |
| [باب النذر]    | [كتاب الطلاق والتخيير] | [أبواب الأدب]                        |